# Léo Rossel
Léo Rossel, né le 20 novembre 1997 dans le Gard, est un pilote de rallye français. Frère de Yohan Rossel, il marche sur ses traces en remportant en 2020 le Championnat de France des rallyes Junior, et le Championnat de France des rallyes en 2024, avec cinq victoires à son actif.

## Biographie
Léo Rossel démarre les sports mécaniques par le circuit, vainqueur de la coupe Caterham Roadsport à 17 ans, puis de la catégorie semi pro R 300 l’année suivante. En 2017, il se tourne vers le rallye en préparant avec son père une Peugeot 206 XS avec laquelle il remporte le Challenge N2 Série, une coupe monotype. En 2018 et 2019, il s’engage dans la 208 Rally Cup (Volant Peugeot France) au sein du Sébastien Loeb Racing et signe une 4e place.
En 2020, Léo Rossel rejoint le championnat de France Junior, disputé sur Ford Fiesta R2, qu'il remporte nettement,. Récompensé de son titre par un budget lui permettant d'évoluer dans le championnat de France des rallyes sur terre 2021, Léo Rossel intègre l'équipe de France espoir rallye. Il pilote une Ford Fiesta MK 2 (catégorie RC2) du Sarrazin Motorport.
Sa victoire en Stellantis Motorsport Rally Cup 2022 sur une Peugeot 208 Rally4 lui permet de bénéficier d'une dotation qui lui ouvre les portes du Championnat de France des Rallyes asphalte en 2023. Il devient pilote officiel Citroën Racing et dispute huit manches du Championnat sur une Citroën C3 Rally2 (en) de PH Sport (en). Il termine à la troisième place du championnat et remporte la finale de la Coupe de France des rallyes en cette année 2023.
Pour 2024, Rossel repart pour une saison complète dans le championnat français asphalte toujours avec Team PH Sport by Minerva-Oil.

## Vie personnelle
Après avoir travaillé dans une usine Haribo, Rossel est en cours de formation pour devenir moniteur de pilotage et faire du coaching. 

## Palmarès

### Titres
- Vainqueur du Challenge N2 Série en 2017
- Champion de France des rallyes Junior en 2020
- Vainqueur de la Stellantis Motorsport Rally Cup France 2022
- Vainqueur de la finale de la Coupe de France des rallyes en 2023
- Champion de France des rallyes en 2024

### Victoires

#### Victoires enchampionnat de France des rallyes: 5
- Rallye du Touquet : en 2024[11]
- Rallye Vosges - Grand-Est : en 2024[12]
- Rallye du Mont-Blanc : en 2024 (2e au scratch derrière Sébastien Loeb non inscrit au championnat)[13]
- Rallye Coeur de France : en 2024[14]
- Critérium des Cévennes : en 2024[15]

Autres victoires
- Ronde de la Giraglia : en 2025

## Résultats en championnat du monde des rallyes

### Résultats enWRC-2
| Saison | Rallye | Rallye | Rallye | Rallye | Rallye | Rallye | Rallye | Rallye | Rallye | Rallye | Rallye | Rallye | Rallye | Rallye | Points | Clas |
| ------ | ------ | ------ | ------ | ------ | ------ | ------ | ------ | ------ | ------ | ------ | ------ | ------ | ------ | ------ | ------ | ---- |
| 2025   | MON    | SWE    | KEN    | CAN    | POR    | ITA    | GRE    | EST    | FIN    | PAR    | CHI    | UE     | JAP    | ARA    | 15*    | 12e* |
| 2025   | 3e     | -      | -      | Ab.    | 13e    |        |        |        |        |        |        |        |        |        | 15*    | 12e* |

*Saison en cours